# Djoemoe
Djoemoe (soms ook gespeld als Djumu of Dyumu) is een dorp in Suriname. Djoemoe ligt in het district Sipaliwini op de plaats waar de rivier Gran Rio samenvloeit met de Pikin Rio en verdergaat als de Boven-Surinamerivier. Het heeft een eigen landingsstrook, de Djoemoe Airstrip.
Er zijn enkele voorzieningen in het dorp waaronder een zendingshospitaal vernoemd naar Jaja Dandé en gebouwd door architect Peter Nagel in 1962, voor de eerste zorgen. In 1963 werd er een landingsbaan aangelegd als onderdeel van Botopasi Airstrip voor snellere verbindingen met Paramaribo, ten behoeve van medische patiënten.
In de tweede helft van de jaren 2010 werd in onder meer Djoemoe een pilotproject gestart om de teelt van rijst in het gebied te verbeteren. De methode werd samen met de Stichting Ecosysteem 2000 ontwikkeld.
Abenaston · Adawai · Akisiaman · Akwaukondre · Amakakondre · Asenbaso · Asidonhopo · Aurora · 
Begoeba · Begoon · Bekiokondre · Bendikwai · Bendiwata · Biudoematoe  · Bofokoele · Botopasi ·
Dan · Dangogo · Daume · Debikè · Deboo · Djemongo · Djoemoe · Duwatra ·
Foetoenakaba · Gingiston · Goddo · Godowatra · Goejaba · Gran Slee · Grantatai · Gunsi ·
Heikoenoenoe · Jawjaw ·
Kaajapati · Kajana · Kambaloea · Kampoe · Koonoo · Kuututen ·
Ladouanie · Lespansi · Ligorio · Malobi · Malroseekondre · Masiakriki · Moitori ·
Nazaleti · Nieuw-Aurora · Padalafanti · Pambo Oko · Pikin Slee · Pingpe · Pokigron ·
Saloebanga · Semoisi · Soolan · Stonhoekoe · Tjaikondre · Toemaripa · Toetoeboeka